# The Matrix (equipe de produção)
The Matrix foi uma equipe americana de compositores e produtores musicais integrada por Lauren Christy, Graham Edwards e Scott Spock. Formado em 1999 em Los Angeles, o trio teve sua primeira produção de destaque no ano seguinte, com o álbum natalino My Kind of Christmas de Christina Aguilera. Entretanto, foi com o lançamento de Let Go (2002), álbum de estreia de Avril Lavigne, que ganharam mais reconhecimento na indústria musical. A parceria com a cantora rendeu três singles bem-sucedidos nas tabelas musicais de todo o mundo e nomeações aos prêmios Grammy e, consequentemente, aumentou o interesse de outros artistas pela equipe. A partir de então, os Matrix tiveram dentre suas colaborações nomes como Liz Phair, Hilary Duff, Shakira e Ashley Tisdale, seguindo um estilo pop rock parecido ao adotado com Lavigne. Apesar disso, não se limitaram a esse gênero, tendo colaborado também com a banda de metal Korn em seu álbum See You on the Other Side (2005).
Em 2005, o trio reuniu-se com a então desconhecida Katy Perry, que colaborou com vocais para o álbum de estreia da equipe, que acabou não sendo lançado na época prevista. Em 2013, os membros terminaram as atividades em conjunto para focar-se cada um em sua carreira solo. Suas vendas, que correspondem aos trabalhos musicais em que foram creditados como produtores e/ou compositores, somam mais de 35 milhões de cópias.

## Formação e primeiros trabalhos
Lauren Christy, Graham Edwards e Scott Spock tinham suas próprias carreiras antes de se juntarem como trio. Christy, então casada com Edwards (ambos escoceses), compusera e gravara dois álbuns como artista solo, Lauren Christy e Breed, lançados pela Mercury Records em meados dos anos 90. Ela também co-escreveu e gravou a música tema do filme Color of Night, de 1994. Edwards começou em Londres como baixista de sessões e turnês de outros artistas, trabalhando com Adam and the Ants, Go West, Mick Jagger e Jeff Beck. A essa altura, o músico encontrava-se exausto dessa rotina: "Eu toquei na estrada boa parte dos anos 80, incluindo quatro anos em turnê com o Go West. Eu me cansei de estar na estrada, então comecei a compor". À medida que seu talento para a composição progredia, Edwards decidiu mudar-se para Los Angeles, onde teve a oportunidade de compor várias músicas com os Rembrandts e uma com os Baha Men. Tornou-se também membro de uma banda de rock/música eletrônica chamada DollsHead, que assinou com a MCA Records.
Foi um projeto de Dollshead que reuniu Graham e Spock. Graham ficou impressionado com um remix que Spock fizera de uma canção de DollsHead. O americano Spock começou sua carreira como trompetista de jazz e depois tornou-se um compositor e programador qualificado. Sandy Roberton, o gerente da banda, sugeriu-lhes que compusessem juntos para outros projetos. Em 1999, eles começaram a concentrar-se em escrever para outras pessoas, ficando cada vez mais satisfeitos com suas atividades. No verão daquele ano, juntaram-se a Lauren para, por fim, trabalharem como equipe. Roberton sugeriu que criassem um nome, tendo em vista a dificuldade em descrever constantemente os três. O nome escolhido foi The Matrix, que significa "o útero, ou a rocha, da qual tudo vem", e não foi inspirado no filme homônimo, que saiu após a formação da equipe.
Não demorou muito para os Matrix começarem a ser requisitados. Um de seus primeiros projetos foi escrever e produzir uma faixa, "This Year", para o álbum natalino My Kind of Christmas, lançado por Christina Aguilera em 2000. Na mesma época, também compuseram e produziram canções para o cantor irlandês Ronan Keating. Mas a grande chance deles surgiu quando Roberton os juntou para colaborar com uma artista canadense, então desconhecida e recém-assinada da Arista Records, chamada Avril Lavigne.

## Ascensão no mercado fonográfico
Sandy, agora gerente dos Matrix, foi quem propôs a colaboração entre Lavigne e o trio. A cantora vinha enfrentando dificuldades quanto à gravação de seu álbum de estreia, não conseguindo definir um estilo musical para si, e estava prestes a perder seu contrato fonográfico. Apesar das primeiras gravações de Avril apresentarem "um tipo de vibração [ao estilo] de Faith Hill", assim que ela entrou no estúdio da equipe em Los Angeles, os três perceberam que não havia conexão entre aquele tipo música e a imagem da jovem de 16 anos, que usava escovas de dentes derretidas no braço, cabelo trançado e botas pretas de esqueitista. Lavigne descartou as músicas com influências de Faith tocadas pelo trio, pois queria algo mais agitado. "Antes de formarmos os Matrix, Scott e Graham estavam envolvidos no projeto DollsHead, enquanto meu álbum mais recente, Breed, estava no estilo pop/rock, então sabíamos exatamente o que fazer com Avril. Após a reunião inicial, dissemos 'OK, volte amanhã', e criamos 'Complicated' e outra canção, 'Falling Down'. Depois, quando Avril voltou no dia seguinte, tocamos o material para ela e dissemos 'É aqui que achamos que deveríamos estar indo', e ela adorou", revelou Christy.
Após a aprovação de L.A. Reid, presidente da Arista, para com a direção sonora adotada pelos Matrix, a equipe terminou trabalhando o verão inteiro com Lavigne. Cinco das dez faixas que compuseram juntos entraram para o alinhamento final do álbum, e eles concluíram sua colaboração no projeto em 27 de outubro de 2001. Embora satisfeitos com o trabalho feito, eles não se aperceberam do quão exitosa fora a produção até a aparição de Avril no Total Request Live, da MTV, por volta de abril de 2002. Os três primeiros singles do registro, "Complicated", "Sk8er Boi" e "I'm with You", foram todos assinados pelos membros da equipe e tornaram-se grandes sucessos a nível mundial. O álbum, por sua vez, também obteve bons resultados comerciais; Let Go teve mais de 16 milhões de cópias vendidas em todo o mundo, além de ter sido indicado a 45.ª cerimônia dos prêmios Grammy na categoria Melhor Álbum Vocal de Pop, enquanto "Complicated" recebeu as de Canção do Ano e Melhor Performance Feminina Pop e "Sk8er Boi", Melhor Performance Feminina de Rock. Na edição seguinte, "I'm with You" foi indicado como Canção do Ano e Melhor Performance Feminina Pop.